# Der Herr Kanzleirat
Der Herr Kanzleirat ist ein Film von Hubert Marischka aus dem Jahr 1948. Er basiert auf dem erstmals 1930 aufgeführten Schwank Das rote Tuch von Julius Horst und Wolfgang Pollaczek. Die Welturaufführung fand am 21. Mai 1948 im Apollo Kino (Wien) statt, bundesdeutsche Premiere war am 26. November 1948 in Karlsruhe.

## Handlung
Landesgerichtsrat Leopold Bachmayer ist ein extrem gesetzestreuer Mensch. So gerät er völlig außer sich, als ihm seine Wirtin Butter serviert, die sie im Schleichhandel erstanden hat. Außerdem ist der unverheiratete Landesgerichtsrat ein Frauenfeind. Das ändert sich schlagartig, als er kurz vor seinem Urlaub von der verführerischen Marianne Seewald in den Bann gezogen wird, die er wegen einer angeblich vom Dienstmädchen gestohlenen Brosche verhören muss. Deren Mann Fritz hat er vorher als „Simandl“ und „Waschlappen“ abgekanzelt, der nicht streng genug mit seiner Frau verfährt. Frau und Herr Seewald zerstreiten sich, worauf der verliebte Bachmayer seine Chance gekommen sieht und Marianne nach Velden am Wörthersee nachreist. Dort rettet er sie vor den Zudringlichkeiten eines Pensionsgastes und gibt sich – um keinen Skandal zu provozieren – als deren Mann aus. Fritz Seewald taucht ebenfalls in Velden auf und präsentiert sich als Landesgerichtsrat Bachmayer.
Der Kreisgerichtspräsident Waltersheim möchte seine Tochter Lilly unbedingt verheiraten und sieht in dem – falschen – Landesgerichtsrat einen geeigneten Kandidaten. Fritz Seewald will sich auf dieses Abenteuer aber erst einlassen, wenn er Oberlandesgerichtsrat geworden ist. Lilly liebt aber den Dr. Hofstätten, der kurzfristig Schriftführer bei Bachmayer war, der sie am Tag zuvor noch aus seinem Zimmer geworfen hat.
Der vorher geradezu pedantisch gesetzestreue Landesgerichtsrat Bachmayer wird völlig aus der Bahn geworfen: Er begeht eine Falschmeldung, beleidigt einen Briefträger, spielt Hasard, unterschlägt Geld, duelliert sich und stiehlt ein Auto. Inzwischen hatte Waltersheim seine Beziehungen spielen lassen, der nach Wien zurückgekehrte Bachmayer wird zum Oberlandesgerichtsrat befördert und an seinen neuen Sprengel am Wörthersee versetzt. Dort soll er das Verfahren, das inzwischen gegen den – falschen – Herrn Seewald angestrengt wurde, selbst führen. Der richtige Herr Seewald hilft ihm schließlich aus der Patsche, womit der Schwindel unentdeckt bleibt.

## Produktion
Nach dem Erfolg des Lustspiels Der Hofrat Geiger aus dem Jahr 1947 suchte Hubert Marischka nach einem ähnlichen Stoff, um an den Erfolg anknüpfen zu können. Er entschied sich für eine Verfilmung des Theaterstücks Das rote Tuch, in dem Hans Moser bereits am Theater seine Paraderolle des Kanzleirats Bachmayer gespielt hatte.
Der Film entstand in den Rosenhügel-Filmstudios, dir tragenden Außenaufnahmen in Velden am Wörthersee.
Der Herr Kanzleirat wird dem Genre des Touristenfilms zugeordnet, der „eine moderne Variante des Heimat-Films [ist und] hauptsächlich durch den Ort des Geschehens bestimmt [wird]“. Besonders wird im Film der damals mondäne Badeort Velden am Wörthersee beworben, der nun auch einem breiten Publikum bekanntgemacht werden sollte.
Hans Langs Titel Der alte Herr Kanzleirat, gesungen von Hans Moser, wurde ein populärer Schlager.

## Kritiken
Das Lexikon des Internationalen Films bezeichnete Der Herr Kanzleirat 1990 als „realitätsfernes Lustspiel, das nur durch Hans Moser einigen Reiz erhält.“ In seiner Ausgabe 1997 nannte das LdIF den Film „eine ganz von der darstellerischen Leistung und dem Wiener Charme getragene Komödie, die in Buch und Regie deutliche Schwächen zeigt. Insgesamt eine kurzweilige, aber eher einfallslose Unterhaltung.“
Für Adolf Heinzlmeier und Berndt Schulz war Der Herr Kanzleirat ein belangloser Film, der in ihrer Wertung 1½ von 4 möglichen Sternen (= mäßig) erhielt. Andere Kritiker bezeichneten den Film als „launiges und sauberes Lustspiel.“